# Cultural Entrepreneurship
Der Begriff Cultural Entrepreneurship bzw. Kulturunternehmertum beschreibt innovative Formen des Unternehmertums bzw. von Unternehmensgründungen im Kulturbereich und in der Kreativwirtschaft. Dahinter steht die Vorstellung, dass auch bei nachlassender öffentlicher Kulturförderung im Kulturbereich nicht nur Anerkennung und Ruhm, sondern nachhaltige Renditen zu erzielen sein müssen. Dafür sind allerdings geeignete Finanzierungsmodelle zu entwickeln. Eine zunehmend wichtige, innovationsfördernde Finanzierungsform des Cultural Entrepreneurship ist das Sponsoring (Medici-Effekt), eine weitere Form die Werbung z. B. während einer Performance oder an einem Gebäude, oft auch in postmodern-ironischer Brechung.
Eine Sonderform ist das Heritage Entrepreneurship, also die unternehmerische Verwertung des kulturellen Erbes, und zwar insbesondere in Verbindung mit dem Streben nach ökologischer und sozialer Nachhaltigkeit.

## Entwicklung des Cultural Entrepreneurship
Künstler als Unternehmer sind kein historisch neues Phänomen, die Verbindung beider Rollen geht auf die Renaissance zurück. Ein weiterer Schub der Kommerzialisierung von Kunst erfolgte im 19. Jahrhundert mit der Entstehung eines breiten bürgerlichen Publikums. Während Architekten, Designer und andere gestaltende Berufe ihre kreativen Arbeiten schon immer ohne öffentliche Finanzierung erstellt haben, sind seit der Jahrhundertwende auch große private Theater und Museen keine Ausnahmeerscheinungen mehr. Heute arbeiten außerdem immer mehr Künstler an Schnittstellen zwischen Business und Kunst, was  Rückwirkungen auf die Ausdrucksformen und Inhalte der Kunst hat. Sie treten nicht mehr nur auf Kunst-, sondern auch auf Produkt- und Dienstleistungsmärkten als Mikrounternehmer auf. 
Oft ist mit der Ökonomisierung der Kunst und Kultur auch der Anspruch auf Nachhaltigkeit ohne öffentliche Förderung verbunden. So fühlen sich Cultural Entrepreneurs oft auch den Ideen des Eco-entrepreneurship oder des Social Entrepreneurship verbunden und setzen sich häufig polemisch von der „elitären“ Hochkultur ab.
Besonders früh entwickelt hat sich das Cultural Entrepreneurship in den Niederlanden. Charakteristisch ist der Ausspruch des Konzeptkünstlers Teun Castelein, dessen mit 250 verschiedenen Brands beflaggte Ausstellung im Graphic Design Museum Amsterdam von Königin Beatrix eröffnet wurde: „On one hand I disgust commercial things, on the other hand I like to play with it.“ Auch in Spanien wird das Kulturunternehmertum im Rahmen des Plan der formento de las industrias culturales y creativas von 2011 stark gefördert.

## Gesellschaftliche Funktionen von Cultural Entrepreneurs
Heute wird zunehmend anerkannt, dass Kulturunternehmer wichtige gesellschaftliche Funktionen bei der Sammlung, Weitergabe und Legitimation von Wissen übernehmen und zugleich zum kulturellen Wandel beitragen. Nach Schätzungen der EU-Kommission generieren sie 2,6 Prozent des Bruttosozialprodukts der Europäischen Union.